# Pasientfokus
Pasientfokus är ett norskt politiskt parti. De ställde upp i Finnmark i Stortingsvalet 2021, där de fick 0,17 % nationellt och 13,1 % i Finnmark. Detta resulterade i ett mandat till Stortinget för partiledaren Irene Ojala.
Partiet klassas som ett enfrågeparti, där deras fråga är ett nytt akutsjukhus i Alta i Finnmark.
Partiet grundades 2017 som en organisation under namnet Postkortaksjonen för att stödja bättre hälsotjänster i Alta och Kautokeino. År 2020 fortsatte kampanjen med stiftelsen Alta Sykehus med Pasientfokus och ett grundkapital på 100 000 kr.

## Partiledare
- Irene Ojala (2021–)

## Valresultat
| Val  | Röster | %      | Mandat   | Ref   |
| ---- | ------ | ------ | -------- | ----- |
| 2021 | 4 950  | 0,17 % | 1 av 169 | [ 5 ] |